# Республіка Македонія на зимових Олімпійських іграх 2002
Республіка Македонія на зимових Олімпійських іграх 2002 була представлена двома спортсменами (обидва чоловіки) у чотирьох дисциплінах двох видів спорту (гірськолижний спорт та лижні перегони). Прапороносцем на церемонії відкриття була гірськолижниця Яна Ніколовська, яка не брала участь у змаганнях.
Республіка Македонія втретє взяла участь у зимових Олімпійських іграх. Жодної медалі македонським атлетам здобути не вдалося. Найкращого результату в команді досяг Деян Пановські — він був 52-м у змаганнях чоловіків зі слалому-гіганту.

## Спортсмени
| Вид спорту          | Чоловіки | Жінки | Всього |
| ------------------- | -------- | ----- | ------ |
| Гірськолижний спорт | 1        | 0     | 1      |
| Лижні перегони      | 1        | 0     | 1      |
| Усього              | 2        | 0     | 2      |

## Гірськолижний спорт
| Спортсмен      | Дисципліна                   | Спуск 1      | Спуск 2      | Разом        | Місце        |
| -------------- | ---------------------------- | ------------ | ------------ | ------------ | ------------ |
| Деян Пановські | гігантський слалом, чоловіки | 1:20.48      | 1:18.30      | 2:38.78      | 52           |
| Деян Пановські | слалом, чоловіки             | не фінішував | не фінішував | не фінішував | не фінішував |

## Лижні перегони
| Спортсмен     | Дисципліна                     | Фінал     | Фінал |
| Спортсмен     | Дисципліна                     | Час       | Місце |
| ------------- | ------------------------------ | --------- | ----- |
| Гьоко Дінескі | 30 км вільним стилем, чоловіки | 1'33:33.9 | 68    |

Спринт
| Спортсмен     | Дисципліна       | Кваліфікація | Кваліфікація | Чвертьфінал | Чвертьфінал | Півфінал   | Півфінал   | Фінал      | Фінал      |
| Спортсмен     | Дисципліна       | Час          | Місце        | Час         | Місце       | Час        | Місце      | Час        | Місце      |
| ------------- | ---------------- | ------------ | ------------ | ----------- | ----------- | ---------- | ---------- | ---------- | ---------- |
| Гьоко Дінескі | спринт, чоловіки | 3:29.29      | 64           | не пройшов  | не пройшов  | не пройшов | не пройшов | не пройшов | не пройшов |